# Maltesiske euromønter
De maltesiske euromønter har været lovlige som betalingsmidler i eurozonen siden d. 1. januar 2008. Euroen afløste den maltesiske lire.

## Nationale sider
| 0,01 €                 | 0,02 € | 0,05 €               |
| ---------------------- | ------ | -------------------- |
|                        |        |                      |
| Mnajdra templets alter |        |                      |
| 0,10 €                 | 0,20 € | 0,50 €               |
|                        |        |                      |
| Maltas våbenskjold     |        |                      |
| 1,00 €                 | 2,00 € | Randindskriften (2€) |
|                        |        |                      |
| Det maltesiske kors    |        |                      |

### Interne henvisninger
- Wikimedia Commons har flere filer relateret til Maltesiske euromønter
- Euro
- Euromønter